# Jazz vocal
El jazz vocal o canto de jazz (en inglés: vocal jazz) es una aproximación al jazz utilizando la voz.
El jazz vocal surgió a principios del siglo XX, con sus raíces en el Blues. Cantantes de blues populares como Bessie Smith y Ma Rainey tuvieron una gran influencia de vocalistas de jazz como Billie Holiday.  Otras características del jazz vocal, como el canto scat, surgieron de la tradición del jazz de Nueva Orleans. La grabación de Louis Armstrong de 1926 de " Heebie Jeebies " se cita a menudo como la primera canción moderna que emplea el scatting.  Esto más tarde evolucionó hacia la compleja improvisación vocal de la era bop que fue adoptada por Anita O'Day, Sarah Vaughan, Betty Carter y Dizzy Gillespie.  Las Boswell Sisters fueron un trío de jazz vocal originario de Nueva Orleans que ayudó a popularizar la música de jazz vocal entre el público estadounidense en general durante la década de 1930. 
El repertorio de jazz vocal suele incluir la música del Great American Songbook; sin embargo, la música popular contemporánea ahora suele organizarse para conjuntos de jazz vocal además de la música original. Dichos arreglos/música original suelen emplear el lenguaje armónico del jazz, la improvisación y los ritmos derivados de la música sincretizada de las tradiciones de África occidental, los afroamericanos y la música artística europea. Esto incluye música swing, así como jazz latino, jazz fusión y ritmo y blues. 
Las características técnicas del jazz vocal incluyen una dicción basada en patrones de habla vernácula más que formales. Legato y vibrato tampoco son constantes en la articulación del jazz vocal.  El jazz vocal suele utilizar amplificación de micrófono y los cantantes van acompañados de una sección rítmica (piano, bajo, batería y guitarra) y, a veces, de percusión vocal. 

## Historia
A principios del siglo XX, el jazz comenzó a desarrollarse como movimiento musical.  El canto de jazz, o jazz vocal, fue la última de cuatro concepciones musicales innatamente estadounidenses en desarrollarse, junto con el jazz instrumental, el blues y la composición de canciones de Tin Pan Alley. 
Si bien el jazz vocal surgió a principios del siglo XX, fue a principios del siglo XXI cuando los fanáticos del jazz comenzaron a aceptar la definición más amplia de jazz vocal. 